# Cimex dissimilis
Cimex dissimilis är en insektsart som först beskrevs av Géza Horváth 1910.  Cimex dissimilis ingår i släktet Cimex, och familjen vägglöss. Arten är reproducerande i Sverige.

## Bildgalleri

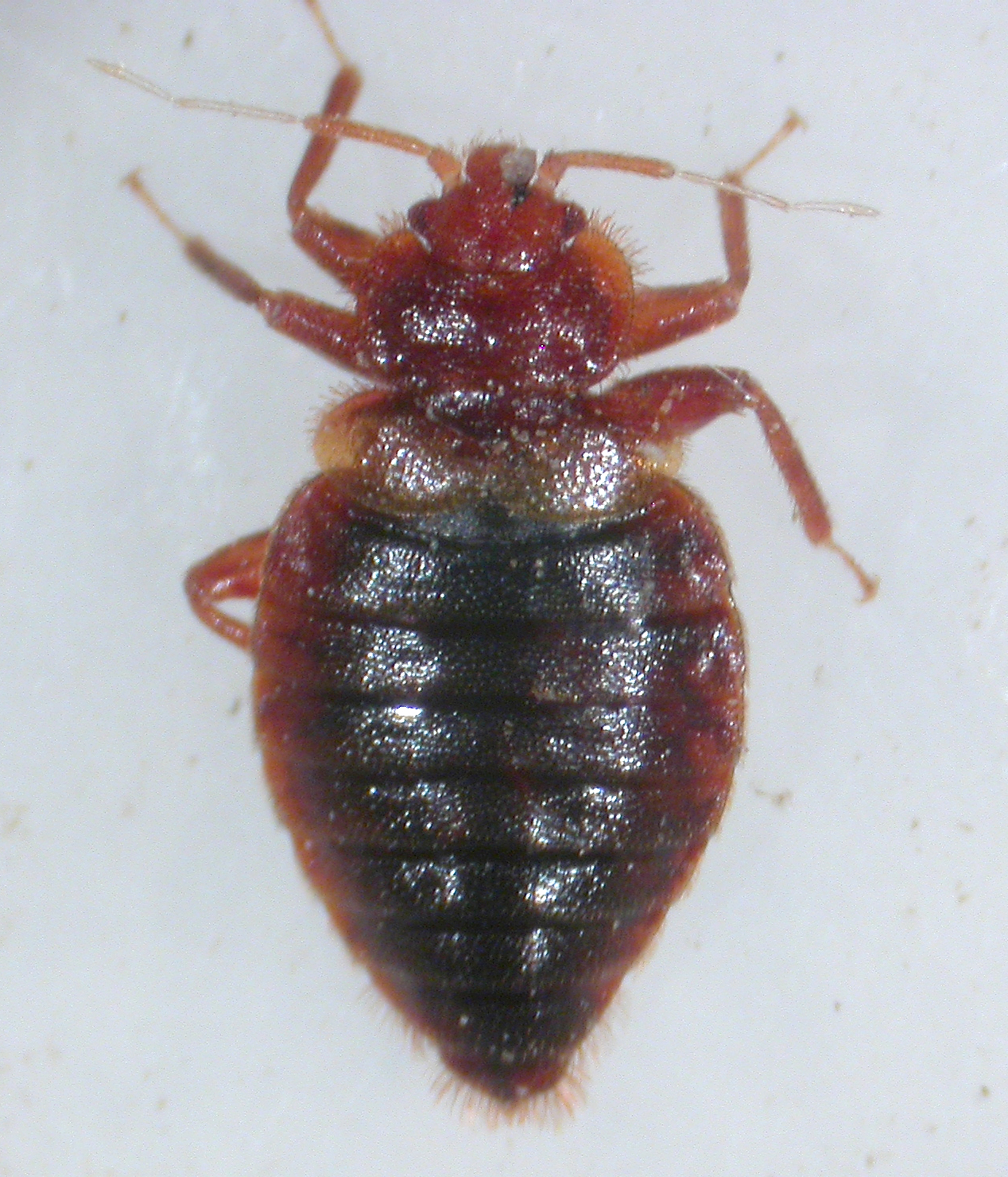